# 塞尔巴什
塞尔巴什是巴西南大河州的一个市镇。总面积176.728平方公里，总人口4772人，人口密度27人/平方公里。